# Крашево-Рори
Крашево-Рори (пол. Kraszewo-Rory) — село в Польщі, у гміні Рацьонж Плонського повіту Мазовецького воєводства.
Населення — 51 особа (2011).
У 1975-1998 роках село належало до Цехановського воєводства.

## Демографія
Демографічна структура станом на 31 березня 2011 року:
|          | Загалом | Допрацездатний вік | Працездатний вік | Постпрацездатний вік |
| -------- | ------- | ------------------ | ---------------- | -------------------- |
| Чоловіки | 23      | 3                  | 18               | 2                    |
| Жінки    | 28      | 6                  | 15               | 7                    |
| Разом    | 51      | 9                  | 33               | 9                    |